# Les Brown
Les Brown (14 de marzo de 1912 – 4 de enero de 2001) fue un líder de banda y compositor de nacionalidad estadounidense, conocido por sus cerca de siete décadas de trabajo con el grupo "Les Brown and His Band of Renown" (1938-2001).  

## Biografía
Su verdadero nombre era Lester Raymond Brown, y nació en Reinerton, Pensilvania.  Tras graduarse en la Academia Militar de Nueva York en 1932, Les Brown estudió en la Universidad Duke entre 1932 y 1936. En ese centro lideró el grupo Les Brown and His Blue Devils, que actuó de manera regular en el campus de la Duke y a lo largo de la costa este del país, llevando a la banda a una extensa gira veraniega en 1936. Al finalizar la gira algunos miembros de la banda volvieron a la Duke para continuar sus estudios, mientras que otros siguieron tocando con Brown, pasando a llamarse en 1938 la Band of Renown. Unos pocos años más tarde, en 1945, esta banda dio la fama a Doris Day con la grabación de la canción "Sentimental Journey". El lanzamiento de la canción coincidió con el final de la Segunda Guerra Mundial en Europa, y pasó a ser el tema musical que marcó la vuelta a casa de muchos veteranos. La banda de Brown tuvo otros nueve números 1, entre ellos "I've Got My Love to Keep Me Warm".
Les Brown y la Band of Renown actuó con Bob Hope en la radio, el teatro y la televisión a lo largo de casi cincuenta años. Hicieron 18 giras de la United Service Organizations a favor de las tropas norteamericanas estacionadas fuera de su país, entreteniendo a más de tres millones de personas. Antes de que las Super Bowls se televisaran, los especiales navideños de Bob Hope eran el programa televisivo más visto de la historia del medio. Así mismo, Tony Bennett fue "descubierto" por Bob Hope, haciendo su primera actuación pública con Les Brown y su banda.
El primer largometraje en el que aparecieron Brown y su banda fue el film de la época bélica "Seven Days Leave", protagonizado por Victor Mature y Lucille Ball. "Rock-A-Billy Baby", película de bajo presupuesto de 1957, fue el segundo título de la Band of Renown, y en 1963 actuaron en la comedia de Jerry Lewis El profesor chiflado.
Les Brown y la Banda trabajaron también en "The Steve Allen Show" (1959-1961) y "The Dean Martin Show" (1965-1972). Virtualmente, Brown y su grupo actuaron para todos los grandes artistas del momento, entre ellos Frank Sinatra, Ella Fitzgerald y Nat "King" Cole.
Les Brown falleció en 2001 en Los Ángeles, California, a causa de un cáncer de pulmón. Fue enterrado en el Cementerio Westwood Village Memorial Park de Los Ángeles. 
En 2001, el hijo de Brown, Les Brown Jr., pasó a ser el líder de la Band of Renown. Un nieto de Brown, Jeff "Swampy" Marsh, es uno de los creadores del programa televisivo Phineas y Ferb.
A Les Brown se le incluyó en 1999 en el Salón de la Fama de las Big Band y el Jazz Hall. Así mismo, recibió una estrella en el Paseo de la Fama de Hollywood por su actividad discográfica, en el 6506 de Hollywood Boulevard.

## Discografía

### Les Brown & His Band of Renown
- Connee Boswell I Don't Know (1950)
- Connee Boswell Martha (1950)
- Over the Rainbow  1951
- Palladium Concert 1953
- Live at the Hollywood Palladium 1954
- The Best of Big Bands: Les Brown and His Great Vocalists  1941
- Les Brown & His Orchestra, Vol. 2 1949, Hindsight Record Company
- Radio Days Live(2001)
- Les Brown & His Band of Renown 1957, Coral Records
- Swing Song Book 1957, Coral Records
- Concert Modern 1958
- Live at Elitch Gardens 1959 (1959)
- A Sign of the Times 1966 Decca
- Digital Swing 1986 (1990) Fantasy Records
- Anything Goes  (1994)
- America Swings (1995) Hindsight Record Company
- Bandland/ Revolution In Sound 1960
- Sentimental Thing (with Bing Crosby & Billy Eckstine) (2003)
- The Les Brown All-Stars  (2006)
- No Name Bop
- A Good Man Is Hard to Find
- Thank You for Your Fine Attention

## Cortos musicales
- Spreadin' the Jam (1945) dir: Charles Walters
- Les Brown (1948) (10 min) dir: Jack Scholl
- Les Brown and His Band of Renown (1949) (15 min) dir: Will Cowan
- Art Lund-Tex Beneke-Les Brown  (1948) (10 min) dir: Jack Scholl
- Connee Boswell and Les Brown's Orchestra (1950) (15 min) dir: Will Cowan
- Crazy Frolic (1953) (19 min) dir: Will Cowan
- Dance Demons (1957) (14 min) dir: Will Cowan
- Rockabilly Baby (1957) (81 min) dir: William F.Claxton

## Televisión
- Bob Hope Show  (1945) NBC Radio
- Bob Hope Show (1959-1966) NBC
- The Steve Allen Show (1958-1960) NBC
- The New Steve Allen Show (1961) NBC
- Hollywood Palace (1964) NBC
- Bob Hope Thanksgiving Show 1964 NBC
- Dean Martin Show (1965-1972) NBC
- Dean Martin Summer Show (1966) NBC
- Rowan and Martin At The Movies (1968) NBC
- Rowan & Martin's Laugh-In (1968-1972) NBC
- Dean Martin and The Golddigger's (1968) NBC
- Bob Hope Special: Joys (1976) NBC
- The Good Old Days of Radio (1976) NBC
- Doris Day's Best Friends (1985) NBC
- Ooh-La-La, It's Bob Hope's Fun Birthday Special from Paris (1981) NBC
- Biography: Doris Day "It's Magic" (1985)